# IPhone 14
L'iPhone 14 és un telèfon intel·ligent dissenyat, desenvolupats i comercialitzats per l'empresa Apple Inc. És l'iPhone de setzena generació i és el més car de la història de la signatura.

## Característiques

### Programari
L'iPhone 14 s'enviaran amb iOS 16 al llançament.

## Cronologia dels models d'iPhone
Fonts: Biblioteca comunicat de premsa d'Apple